# Humbligny
Humbligny és un municipi francès, situat al departament de Cher i a la regió de Centre – Vall del Loira. L'any 2007 tenia 187 habitants.

## Demografia

### Població
El 2007 la població de fet de Humbligny era de 187 persones. Hi havia 74 famílies, de les quals 26 eren unipersonals (17 homes vivint sols i 9 dones vivint soles), 22 parelles sense fills, 22 parelles amb fills i 4 famílies monoparentals amb fills.
La població ha evolucionat segons el següent gràfic:
Habitants censats

### Habitatges
El 2007 hi havia 143 habitatges, 89 eren l'habitatge principal de la família, 45 eren segones residències i 9 estaven desocupats. 140 eren cases i 1 era un apartament. Dels 89 habitatges principals, 72 estaven ocupats pels seus propietaris, 12 estaven llogats i ocupats pels llogaters i 4 estaven cedits a títol gratuït; 2 tenien una cambra, 3 en tenien dues, 17 en tenien tres, 30 en tenien quatre i 36 en tenien cinc o més. 70 habitatges disposaven pel capbaix d'una plaça de pàrquing. A 45 habitatges hi havia un automòbil i a 40 n'hi havia dos o més.

### Piràmide de població
La piràmide de població per edats i sexe el 2009 era:
| Homes | Edats   | Dones |
| ----- | ------- | ----- |
| 0     | 95 o +  | 0     |
| 0     | 90 a 94 | 0     |
| 0     | 85 a 89 | 8     |
| 4     | 80 a 84 | 0     |
| 4     | 75 a 79 | 0     |
| 0     | 70 a 74 | 4     |
| 12    | 65 a 69 | 4     |
| 4     | 60 a 64 | 12    |
| 4     | 55 a 59 | 4     |
| 0     | 50 a 54 | 0     |
| 20    | 45 a 49 | 4     |
| 8     | 40 a 44 | 16    |
| 4     | 35 a 39 | 0     |
| 8     | 30 a 34 | 8     |
| 4     | 25 a 29 | 0     |
| 0     | 20 a 24 | 4     |
| 8     | 15 a 19 | 0     |
| 8     | 10 a 14 | 0     |
| 0     | 5 a 9   | 4     |
| 0     | 0 a 4   | 4     |

## Economia
El 2007 la població en edat de treballar era de 126 persones, 88 eren actives i 38 eren inactives. De les 88 persones actives 83 estaven ocupades (51 homes i 32 dones) i 4 estaven aturades (1 home i 3 dones). De les 38 persones inactives 17 estaven jubilades, 4 estaven estudiant i 17 estaven classificades com a «altres inactius».

### Ingressos
El 2009 a Humbligny hi havia 80 unitats fiscals que integraven 164,5 persones, la mediana anual d'ingressos fiscals per persona era de 15.375 €.

### Activitats econòmiques
Dels 9 establiments que hi havia el 2007, 1 era d'una empresa extractiva, 1 d'una empresa de comerç i reparació d'automòbils, 1 d'una empresa de transport, 1 d'una empresa d'hostatgeria i restauració, 2 d'empreses d'informació i comunicació, 1 d'una entitat de l'administració pública i 2 d'empreses classificades com a «altres activitats de serveis».
L'any 2000 a Humbligny hi havia 24 explotacions agrícoles que ocupaven un total de 1.932 hectàrees.

## Poblacions més properes
El següent diagrama mostra les poblacions més properes.